# Créteil
Créteil er en fransk kommune og by i departementet Val-de-Marne i regionen Île-de-France. Det er en forstadsby, som ligger sydøst for Paris, og som indgår i Paris' storbyområde. Den er præfektur for departementet og har ca. 87.000 indbyggere. Byen har siden 1966 været sæde for et katolsk bispedømme og siden 1972 for et fransk akademi. På fransk kaldes indbyggerne Cristoliens.
Byen ligger ved bredden af floden Marne, som der har sin sidste bugtning før dens sammenløb med Seinen i Charenton-le-Pont. Områdets geologiske aflejringer er eroderet af Marne og Seinen, så eneste spor fra tertiærtiden er Mont-Mesly, byens højeste punkt med 74 m. Højvande i Marne har præget byens historie, især i årene 1658, 1740, 1802, 1817, 1837, 1840, 1841, 1892, 1896, 1910, 1919, 1920, 1924, 1930, 1944, 1955, 1959 og 1970. Ligeledes har højvande i Seinen bidraget, især i 1830 og 1910. For at imødegå et "århundredets højvande", som kunne forårsage omfattende ødelæggelser, har byen i midten af 1970'erne etableret en kunstig sø på ca. 40 ha sydvestligt i kommunen: Lac de Créteil.
Byen grænser til kommunerne Maisons-Alfort, Saint-Maur-des-Fossés, Bonneuil-sur-Marne, Limeil-Brévannes, Valenton, Choisy-le-Roi og Alfortville.

## Demografi
| 1634 | 1709   | 1713   | 1720   | 1726   | 1740   | 1751   | 1760   | 1766   | 1775   | 1780   | 1785   |
| --- | ------ | ------ | ------ | ------ | ------ | ------ | ------ | ------ | ------ | ------ | ------ |
| 120 | 120    | 126    | 111    | 132    | 135    | 151    | 184    | 187    | 184    | 211    | 208    |
| 1801 | 1817   | 1831   | 1846   | 1866   | 1881   | 1891   | 1901   | 1914   | 1921   | 1926   | 1936   |
| 945 | 1 062  | 1 496  | 1 721  | 2 541  | 3 430  | 4 090  | 4 923  | 7 312  | 8 169  | 9 612  | 11 665 |
| 1946 | 1954   | 1958   | 1962   | 1964   | 1970   | 1975   | 1976   | 1982   | 1990   | 1999   | 2005   |
| 11 008 | 13 793 | 20 120 | 30 515 | 40 476 | 52 284 | 59 214 | 65 447 | 71 705 | 82 390 | 82 630 | 88 400 |
| Kilder : 1634-1785 og 1964, 1958 og 1976 Ville de Créteil Arkiveret 6. marts 2007 hos Wayback Machine ; 1801-2005 tællingerne INSEE |        |        |        |        |        |        |        |        |        |        |        |

- I 2005, var Créteil nr. 45 efter befolkningstal blandt de franske byer.

- Fødsler (2002) : 1.465
- Døde (2002) : 416

## Administration
Créteil er opdelt i tre kantoner :
- Créteil-Nord med 21.404 indbyggere
- Créteil-Ouest med 26.330 indbyggere
- Créteil-Sud med 34.420 indbyggere

### Borgmestre
| Période     | Identité                     | Parti                                         |
| ----------- | ---------------------------- | --------------------------------------------- |
| 1790-1793   | Louis-Simon Piot             |                                               |
| 1793        | Louis Maliverne              |                                               |
| 1793-1795   | Philippe Fabre               |                                               |
| 1805-1808   | Pierre François Jeandier     |                                               |
| 1808-1815   | Louis-Simon Piot             |                                               |
| 1815        | Louis Hector Étienne de Joly |                                               |
| 1815-1817   | Louis Alexandre Delorme      |                                               |
| 1817-1819   | Jean-Baptiste Forestier      |                                               |
| 1819-1831   | Louis Hector Étienne de Joly |                                               |
| 1831-1846   | Simon Claude Lecouteux       |                                               |
| 1846-1857   | Duc de Caumont de la Force   |                                               |
| 1857-1863   | Louis Frédéric Panis         |                                               |
| 1863-1872   | Michel Gaidelin              |                                               |
| 1873-1884   | Octave Fleury du Mesnil      |                                               |
| 1884        | Aimable Papaume              |                                               |
| 1885-1894   | Émile Félix Palade           | radical socialiste (antikirkeligt)            |
| 1895-1899   | Antoine Gignoux              |                                               |
| 1899-1919   | Henri Eugène Geffroy         | Union des républicains libéraux progressistes |
| 1919-1932   | Paul François Avet           |                                               |
| 1932-1935   | Louis Auguste Prieur         |                                               |
| 1935-1942   | Charles-Joseph Branchard     |                                               |
| 1942-1944   | Joseph Antoine Vincent       |                                               |
| 1944-1953   | Jean-Baptiste Aldebert       |                                               |
| 1944-1953   | Paul Casalis                 |                                               |
| 1953-1965   | François Dassibat            |                                               |
| 1965-1977   | général Pierre Billotte      | UDT, derpå MSP                                |
| depuis 1977 | Laurent Cathala              | Parti socialiste                              |

## Bykvarterer
| Nr. | Kvarter                       | Vigtigste bygninger                                                                                                   |
| --- | ----------------------------- | --- |
| 1   | Buttes - Halage               | Idrætsanlægget Desmont, kirkerne Saint-Pascal og Saint-Christophe                                                     |
| 2   | Bleuets - Bordières - Pinsons | - |
| 3   | Échat                         | Hospitalet "CHU Henri-Mondor", sportcentret Eyquem, metrostation Créteil-L'Échat, Det retsvidenskabelige fakultet     |
| 4   | Champeval                     | Vartegnet "Dueslaget" fra det 14. århundrede                                                                          |
| 5   | Bords de Marne                | parc des cigognes, mellemkommunalt hospital                                                                           |
| 6   | Centre ancien                 | festsalen "Jean Cocteau", collegiet "Victor Hugo", protestantisk kirke                                                |
| 7   | Chenevier - Démenitroux       | parc Dupeyroux, hospitalet "Chenevier", brandstation, politistation, en national skole for musik og dans              |
| 8   | Val de Brie                   | Gymnasiet Édouard Branly                                                                                              |
| 9   | Croix des Mèches              | Kulturhuset for Créteil                                                                                               |
| 10  | Lévrière - Haye aux moines    | Metrostation: université, universitetsfakulteter for videnskab, økonomi og byplanlægning                              |
| 11  | Montaigut                     | Katedralen Notre-Dame de Créteil                                                                                      |
| 12  | Palais                        | Justitspalæet, Université Paris XII, sportshallen "Robert-Oubron" mellemdepartementalt idrætsanlæg, "Kål"-bygningerne |
| 13  | Brèche - Préfecture           | Præfektur, departementsarkiver, parc de la Brèche                                                                     |
| 14  | Front de lac                  | Rådhus, handelskammer, handelsretten, metrostation: Créteil-Préfecture, centralpostkontor, Kulturhuset for Créteil    |
| 15  | Ormetteau - Port              | politihovedkvarteret, finanscentrum                                                                                   |
| 16  | La Source                     | idrætsanlægget "Dominique-Duvauchelle", fransk Røde Kors                                                              |
| 17  | Côte d'Or - Sarrazins         | kollegiet "Simone de Beauvoir"", kirken Saint-Pierre du Lac, théâtre des Coteaux du sud, Europarc                     |
| 18  | Haut du Mont-Mesly            | festsalen "Georges Duhamel", kollegiet Laplace, kirken st-Michel                                                      |
| 19  | Bas du Mont-Mesly             | kollegiet "Pasteur", synagoge, national skole for dramatik, idrætsanlægget la Habette                                 |
| 20  | Habette - Côteaux du sud      | kollegiet "Schweitzer"                                                                                                |

## Venskabsbyer
Créteil har følgende venskabsbyer:
- Kiryat-Yam, Israel (1978)
- Salzgitter, Tyskland (1980)
- Les Abymes, Guadeloupe, Frankrig (1981)
- Falkirk, Skotland (1983)
- Mataró, Spanien (1991)

Samarbejdsbyer :
- Cotonou, Benin (1986)
- Jerevan, Armenien (1999)
- Playa, Cuba (2003)

## Galleri
- Justitspalæet i Créteil
- Kirken Saint-Christophe